# Muldenstein
Muldenstein  este o comună în Saxonia-Anhalt, Germania